# 宋海航
宋海航（1955年5月—），河南焦作武陟人，中国人民解放军军官。

## 生平
1969年12月入伍，1973年5月加入中共，在职研究生学历，少将军衔。
2000年1月，代理第31集团军政治部副主任。2000年8月，任第31集团军91师政治委员。2005年8月，任福建省军区政治部主任。
2011年6月，任安徽省军区政委。同年10月，兼任中共安徽省委常委。2015年8月，不再担任安徽省军区政委。